# 指方バイパス
指方バイパス（さしかたバイパス）とは、長崎県佐世保市指方町から同市江上町に至る国道202号のバイパス。西海パールラインと接続し、西彼杵道路の1区間となる。上記ルートで、現在の長崎県道213号南風崎停車場指方線と、長崎県道141号ハウステンボス線とほぼ同等のルートを指方トンネルで繋ぐ。2011年（平成23年）6月2日に全線開通した。

## 概要
- 距離：3.4 km

※このうち起点側600 mは現道区間の4車線拡張
- 起点：長崎県佐世保市指方町（= 長崎県道213号南風崎停車場指方線終点）
- 終点：長崎県佐世保市江上町（= 西海パールライン江上IC）
- 幅員：10.5 - 20 m
- 事業期間：1999年（平成11年） - 2011年（平成23年）
- 事業費：115.9億円

## 接続路線
- 西海パールライン有料道路
- 国道202号
- 長崎県道213号南風崎停車場指方線

## インターチェンジ
- 指方IC
- 江上IC

## 周辺
- ハウステンボス
- ウインズ佐世保

## トンネル
- 指方トンネル（1590 m）